# No One Sleep In Tokyo
《No One Sleep In Tokyo》('도쿄에서는 아무도 잠들지 않는다')는 이탈리아의 가수 마우리치오 디 조리오가 1998년 에도 보이즈(Edo Boys)라는 명의로 내놓은 유로비트 음악이자 싱글 앨범이다.

## 개요
출시당시 인기를 끌지는 못했으나 일본 애니메이션 이니셜D의 배경음악으로 삽입되면서 잠시동안 인기를 끈 음악으로 공격적인 비트가 특징이다.

## 앨범 내용
A1: No One Sleep In Tokyo (Extended Mix)
A2: No One Sleep In Tokyo (Bonus Track)
B1: No One Sleep In Tokyo (I Love "Delta" Mini Mix)
B2: No One Sleep In Tokyo (Rock The Groove Mix (Cool MF))

## 수록 앨범
- 슈퍼 유로비트 181